# Jacques Peletier du Mans

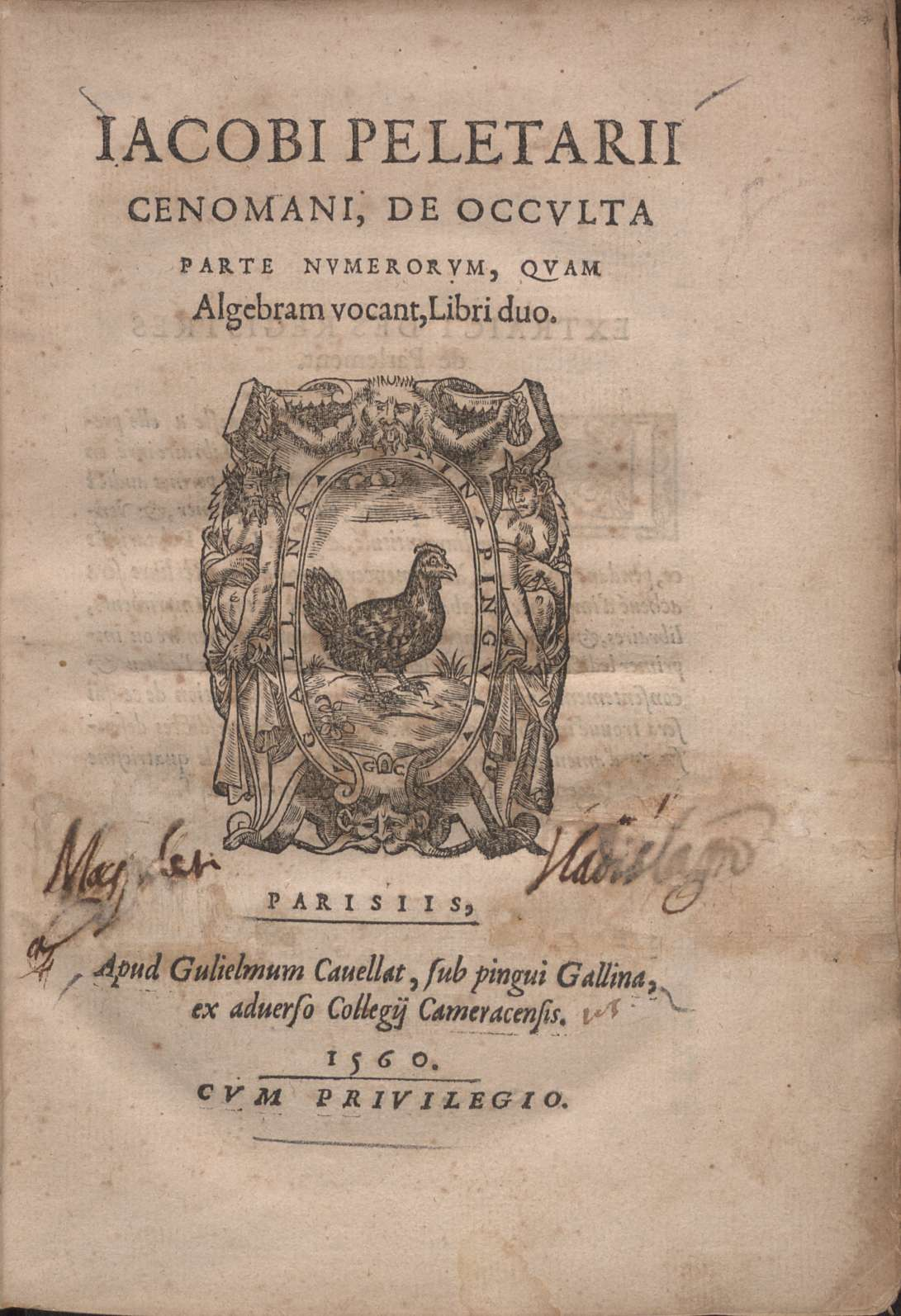
De occulta parte numerorum, quam algebram vocant, 1560

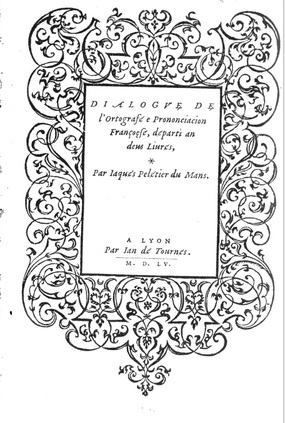
Dialogue de l'ortografe et prononciation françoese, 1555

Jacques Peletier du Mans, o Pelletier (in latino Peletarius; Le Mans, 1517 – 1582), è stato un matematico e poeta francese. Fu un esponente del rinascimento francese.

## Biografia
Nato in una famiglia borghese, studiò al Collège de Navarre di Parigi dove suo fratello Jean insegnava matematica e filosofia. Studiò poi legge e medicina, frequentando il circolo letterario di  Margherita di Navarra; dal 1541 al 1543 fu segretario di René du Bellay. Nel 1541 pubblicò la prima traduzione dell'Ars poetica di Orazio e diversi trattati scientifici e matematici.
Nel 1547 scrisse un'orazione funebre per Enrico VIII di Inghilterra e pubblicò la sua prima collezione di poesie, Œuvres poétiques, comprendente traduzioni dei primi due canti dell'Odissea, del primo libro delle Georgiche, di dodici sonetti di Petrarca e di tre odi di Orazio, nonché un epigramma nello stile di Marziale e le prime poesie pubblicate di Joachim Du Bellay e Pierre de Ronsard. Infatti Ronsard incluse poi Peletier nella propria lista di poeti rivoluzionari contemporanei, nel suo La Pléiade.
Cominciò a frequentare il circolo umanista di Théodore de Bèze, Jean Martin, Denis Sauvage. Tentò di riformare l'ortografia francese, resa incoerente da commistioni di grafie latine, con un trattato del 1550 che propose un'ortografia fonetica, in cui per esempio scriveva sempre "Peletier" con una "l".
Visse poi a Bordeaux, Poitiers, in Piemonte e a Lione frequentando gli umanisti Maurice Scève, Louise Labé, Olivier de Magny e Pontus de Tyard e influenzando Guillaume du Bartas e Jean-Antoine de Baïf. Negli ultimi suoi anni invece viaggiò in Savoia, Germania, Svizzera, Francia e forse Italia, pubblicando diverse opere di algebra, geometria, medicina. Mantenne il sistema di Nicolas Chuquet (1484) per i nomi dei grandi numeri, ma promosse l'uso di "miliardo" per indicare 1012 come fatto in precedenza da Budaeus. La sua opera matematica fu ispirata dagli studi di Johannes Buteo. Nel XVII secolo però il miliardo venne a corrispondere a 109.
Diresse brevemente il College de Guienne a Bordeaux e divenne amico di Michel de Montaigne e Pierre de Brach. Nel 1579 divenne direttore del College du Mans; morì a Parigi nel luglio o agosto 1582.

## Opere
- (FR) Aritmetique, Jean de Marnef, 1552.
- (LA) In Euclidis Elementa geometrica demonstrationum, Jean de Tournes, Guillaume Gazeau, 1557.
- (LA) De occulta parte numerorum, quam algebram vocant, Guillaume Cavellat, 1560.
- (LA) Commentarii tres, Johann Oporinus, 1563.
- (LA) Disquisitiones geometricae, Jean de Tournes, 1567.
- (FR) De l'usage de géométrie, Gilles Gourbin, 1573.
- (LA) In Christophorum Clavium, de contactu linearum, apologia, Jérôme de Marnef, vedova Cavellat, 1579.
- (LA) De contactu linearum, Jamet Mettayer, Robert Colombel, Biblioteca Aldina, 1581.